# リエンツァ川
リエンツァ川（リエンツァがわ、伊: Rienza、独: Rienz）は、イタリアのアルト・アディジェを流れる全長約90kmの川である。

## 流路
アンペッツォのドロミーティ山塊に源を発し北へ流れ、ドッビアーコの南でプステリーア渓谷に流れ込む。ドッビアーコで北西に流れを転じ、ブルーニコでアウリーノ川を合わせ、標高550mのブレッサノーネでイザルコ川に合流する。

## 支流
渓谷名を併記
- アウリーノ川（Aurino/Ahr） - アウリーナ渓谷（Valle Aurina）
- リオ・ガデーラ川（Rio Gadera） - バディア渓谷（Val Badia）
- リオ・フンドレス（Rio Fundres） - フンドレス渓谷（Val di Fundres）